# Williamsburg (Ohio)
Williamsburg es una villa situada en el condado de Clermont, Ohio, Estados Unidos. Tiene una población estimada, a mediados de 2023, de 2624 habitantes.

## Geografía
La localidad está ubicada en las coordenadas 39°03′29″N 84°02′54″O / 39.05806, -84.04833 (39.058144, -84.048347). Según la Oficina del Censo, tiene una superficie total de 6.72 km², de los cuales 6.63 km² corresponden a tierra firme y 0.09 km² están cubiertos de agua.

## Demografía
Según el censo de 2020, en ese momento había 2570 personas residiendo en la localidad. La densidad de población era de 387.63 hab./km². El 93.46% de los habitantes eran blancos, el 0.89% eran afroamericanos, el 0.12% eran amerindios, el 0.39% eran asiáticos, el 0.27% eran de otras razas y el 4.86% eran de una mezcla de razas. Del total de la población, el 0.54% eran hispanos o latinos de cualquier raza.